# تنزیه
در دین، تنزیه به معنی برتری و تعالی خدا نسبت به آفرینش است. در دینشناسی یهودی قرون وسطا، خدا با نام بی پایان شناخته می‌شد. در اسلام، نیز ذات خداوند از توصیف مبرا دانسته می‌شود و شرق و غرب متعلق به الله دانسته می‌شود. در دیگر ادیان نیز مراتب تنزیهی وجود دارد.